# Призрак в доспехах (аниме, 1995)
«Призрак в доспехах» (яп. 攻殻機動隊 Ко:каку Кидо:тай, с англ. — «Ghost in the Shell») — полнометражный аниме-фильм 1995 года в жанре киберпанк, основанный на одноимённой манге Масамунэ Сиро 1989 года. Режиссёр — Мамору Осии, сценарий — Кадзунори Ито, дизайнер персонажей — Хироюки Окиура, композитор — Кэндзи Каваи. Фильм создан студией Production I.G. В 2004 году был выпущен сиквел «Призрак в доспехах: Невинность».
Для своего времени фильм стал революционным по части графики. Например, в нём использовался приём замедленного воспроизведения, позже применённый в фильме «Матрица» (создатели Вачовски утверждали, что вдохновлялись «Призраком в доспехах», это подтверждается неоднократным повторением кадров). На мировом рынке аниме является одним из наиболее популярных.
12 июля 2008 года в пяти кинотеатрах Японии прошёл показ ремейка оригинального фильма под именем Ghost in the Shell 2.0. Звук был перезаписан в формате 6.1, переработан видеоряд, добавлены компьютерная графика и спецэффекты.

## Сюжет
Действие фильма происходит в антиутопическом будущем. К 2029 году, благодаря повсеместно распространившимся компьютерным сетям и кибер-технологиям, практически все люди вживили себе разнообразные нейронные имплантаты. Но кибер-технологии принесли и новую опасность для человека: стал возможным так называемый «взлом мозга» и ряд других преступлений, связанный непосредственно с ними.
Девятый отдел, спецотряд полиции, занимающийся борьбой с кибертерроризмом и оснащённый по последнему слову техники, получает приказ расследовать одно из таких преступлений и остановить хакера, скрывающегося под псевдонимом Кукловод. На деле Кукловодом является искусственный интеллект, созданный правительством для выполнения дипломатических задач и провокаций. Его скрывают под псевдонимом «Проект 2501», разрешив достигать цели любыми методами, в том числе взломом призраков людей по всему миру. В процессе работы «Проект 2501» развивается и в нём зарождается собственный призрак. Девятый отдел пытается обезвредить Кукловода, но в их руки попадают только люди-марионетки со взломанными призраками. Деятельность отдела привлекает внимание Кукловода, особенно он интересуется майором Мотоко Кусанаги, видя в ней родственную душу, и пытается выйти на контакт. Воспользовавшись случаем, он переносит своего призрака в андроида, который попадает в Девятый отдел.
Истинная цель Кукловода — эволюция призраков, подчиняющаяся теории Дарвина. Он предлагает майору объединить призраков, чтобы в результате из двух получить одного призрака, являющийся не прямой копией, а совершенно новым объектом, по аналогии с генами живых существ.
Министерство иностранных дел, не заинтересованное в потере диверсанта с искусственным интеллектом и утечке дискредитирующей его информации, проводит спецоперацию с целью уничтожить копию Кукловода. Кукловода пытаются уничтожить снайперами Министерства иностранных дел во время слияния призраков в кибермозгу майора, но задуманное не удаётся. Коллега Кусанаги Бато помещает обновленный кибермозг майора в кибертело маленькой девочки, и они расстаются. «Эта девочка выходит в огромный мир реальности и виртуальной сети, имея новые безграничные возможности…».

## Роли озвучивали
| Актёр            | Роль                           |
| ---------------- | ------------------------------ |
| Ацуко Танака     | Мотоко Кусанаги                |
| Акио Оцука       | Бато                           |
| Иэмаса Каюми     | Кукловод                       |
| Коити Ямадэра    | Тогуса                         |
| Тамио Оки        | Дайсукэ Арамаки                |
| Ютака Накано     | Исикава                        |
| Тэссё Гэнда      | начальник 6-го отдела Накамура |
| Мицуру Миямото   | Мидзухо Дайта                  |
| Кадзухиро Ямадзи | сборщик мусора А               |
| Сигэру Тиба      | сборщик мусора Б               |

## Награды и номинации
- 1996 — номинация на лучший фильм на Международном кинофестивале в Каталонии
- 1996 — приз за лучший сценарий на 17-м[англ.] Иокогамском кинофестивале[англ.]
- 1997 — специальное упоминание на кинофестивале «Фантаспорту»
- 1997 — специальное упоминание на кинофестивале в Жерармере

## Музыка
| №   | Название                         | Длительность |
| --- | -------------------------------- | ------------ |
| 1.  | «M01 Chant I - Making of Cyborg» | 4:31         |
| 2.  | «M02 Ghosthack»                  | 5:16         |
| 3.  | «EXM Puppetmaster»               | 4:23         |
| 4.  | «M04 Virtual Crime»              | 2:44         |
| 5.  | «M05 Chant II - Ghost City»      | 3:37         |
| 6.  | «M06 Access»                     | 3:18         |
| 7.  | «M07 Nightstalker»               | 1:47         |
| 8.  | «M08 Floating Museum»            | 5:07         |
| 9.  | «M09 Ghostdive»                  | 5:55         |
| 10. | «M10 Chant III - Reincarnation»  | 5:47         |
| 11. | «See You Everyday» (Bonus track) | 3:26         |

В главной теме Кэндзи Каваи попытался представить и передать в музыке суть описываемого в аниме мира. Во вступительной теме «Создание киборга» он использовал японский язык бунго. Композиция представляет собой болгарский лад, соединённый с традиционными японскими мелодиями; запоминающийся хор — традиционная болгарская свадебная песня, исполнявшаяся, чтобы развеять злые силы. Сочетание эстетики киберпанка с напевами древних японских гимнов не оставило равнодушными многочисленных зрителей. Песню «See You Everyday» на кантонском диалекте исполнила Фанг Ка Винг (Фан Цзяюн).

## Выпуск на видео
За два десятилетия аниме-фильм был хорошо представлен на видеоносителях. В августе 1996 года «Призрак в доспехах» занял первое место в хит-параде американского журнала Billboard. На 1997 год кассовые сборы составили 2 962 716 $. К 2002 году продажи на VHS, LaserDisc и DVD превысили 1 млн копий.
В 2005 году вышло издание Ghost In The Shell: Special Edition на 2 DVD от Manga Entertainment. Соотношение было традиционным 1.85:1, а отличный звук без дефектов (английский и японский) представлен как Dolby Digital EX 5.1, так и DTS-ES 6.1. Диалоги хорошо слышны и понятны. Внутри упаковки находились открытка и плакат. Новое меню выглядело очень красиво и функционально по сравнению с первыми выпусками. Анаморфирование выдающееся, в некоторых местах изображение выглядит более чётко, чем раньше, хотя это и не является значительным улучшением. Цвета имеют много оттенков и не видятся тусклыми или приглушёнными. Детали заметны в тени. Недостаток заключался в том, что оставались пятна. Все дополнительные материалы представлены на втором диске. Они включали: два фильма о производстве — «Создание „Призрака в доспехах“» и компьютерной графике, интервью с режиссёром на японском языке с английскими субтитрами, биографии Масамунэ Сиро и Мамору Осии, досье персонажей, трейлеры, превью и ссылки издателя.
В Японии «Призрак в доспехах» выпускался на Blu-ray от Bandai Visual, причём несколько раз: в 2007, 2011 и 2017 годах. В 2018 году появилась версия в 4K Ultra HD. Формат — 1.85:1, звук — LPCM 2.0. Занято 101 место в чарте Oricon. Также продавался комплект из двух фильмов (первый плюс «Невинность»), получивший 19 место. В США и Канаде диски издавала Anchor Bay Entertainment в 2014 (к 25-летию манги) и 2016 годах. В Великобритании этим занималась Manga Entertainment, выпуски 2014 и 2017 годов получили рейтинг 15. Австралийская аттестационная комиссия для издания Madman Entertainment присвоила рейтинг M.
По поводу юбилейного издания 2014 года сайт DVD Talk подчеркнул: передача в оригинальном соотношении сторон 1,85:1 и разрешении 1080p вполне сносна, но есть несколько проблем, чего некоторые фанаты могут не заметить. Изображение широкоэкранное, и на правильно настроенных дисплеях это означает, что кадр со всех сторон окружён чёрными полосами. Но здесь не ремастер, значит видео приемлемое. Уровни чёрного, детализация и контраст в целом хорошие, а цифровые недостатки, как правило, сведены к минимуму. На самом деле это приятное улучшение версии с разрешением 480p. Английский звук DTS-HD Master Audio 5.1 громче и резче, чем более естественный и сбалансированный японский LPCM 2.0. Однако британское и австралийское издания используют в субтитрах сленг, что запутывает и кажется бесполезным при воспроизведении аудио. К диску прилагается буклет с несколькими короткими заметками, включая интервью с Мамору Осии. Других дополнительных материалов нет.
8 сентября 2020 года Lionsgate выпускает диски 4K Ultra HD и Blu-ray, а также цифровую копию фильма в честь 25-летия выхода фильма. Поддерживаются технологии Dolby Vision и Dolby Atmos, что обещает новый стандарт видео и аудио. Дополнительные материалы включают комментарии переводчика Мэри Клейпул, продюсера и сценариста Эрика Кальдерона, актёра озвучивания Ричарда Эпкара (Бато), историка анимации Чарльза Соломона, а также два новых бонуса — «Доступ к 9 отделу: 25 лет в будущее» (19-минутный короткометражный фильм) и «Ландшафты и мечты: искусство и архитектура „Призрака в доспехах“» (11-минутное интервью со Стефаном Рикелесом). 12 июля 2021 года издание 4K Ultra HD + Blu-ray появляется в Великобритании благодаря Manga Entertainment (Funimation UK). 17 сентября 2021 года 4К-версия фильма показывается в кинотеатрах IMAX в США, Канаде, Великобритании и Японии. 18 сентября состоялось сценическое приветствие в Toho Cinemas Hibiya, где появились Мамору Осии и звукорежиссёр Кадзухиро Вакабаяси. Осии сказал, что для него счастье вновь увидеть это на большом экране спустя более чем 25 лет.
Фильм занимает 66 Гб на диске и представлен в соотношении 1,78:1 и сверхвысокой чёткости 2160p, с HDR и кодеком H.265. Трансфер более чёткий, чем предыдущие выпуски Blu-ray, поэтому качество детализации выросло. Цветопередача выглядит ярче и увереннее и не бывает неестественной. В «Призраке в доспехах» много серых, зелёных и синих тонов, поэтому нет картины с более последовательной палитрой, но есть хорошее визуальное улучшение по сравнению с тем, что было. Это не похоже на эталонное качество 4К, учитывая исходный материал и некоторую пластичность. Единственная жалоба заключается в том, что использовалось незначительное шумоподавление, вычистившее зернистость и сделавшее видео «восковым» в нескольких местах. Dolby Atmos звучит превосходно, создавая эффект присутствия с большим количеством деталей. Нет проблем с искажением и шипением, уровни правильно сбалансированы. Хотя такое не может конкурировать с Atmos для нового голливудского блокбастера с большим бюджетом, но звучит очень хорошо. Также присутствуют японский 24-битный микс LPCM 2.0 и аудиокомментарии. Субтитры предлагаются на английском и испанском языках. На UHD нет 27-минутного фильма Ghost In The Shell Production Report и 30-минутного Digital Works, которые доступны на Blu-ray. В итоге издание от Lionsgate получило оценку «настоятельно рекомендуется».
12 декабря 2021 года «Искусство кино», «Japan Foundation» при ВГБИЛ и «КАРО.АРТ» осуществили показ «Призрака в доспехах» на японском языке с русскими субтитрами в московском кинотеатре «Октябрь» в рамках программы «Киберпанк. Воспоминание о будущем». 28 августа 2025 года впервые в России состоится прокат реставрированной версии фильма в 4К, дистрибьютором выступает «Иноекино».
Что касается Ghost in the Shell 2.0, то это фильм, переделанный в широкоэкранный формат 1,78:1 с компьютерной графикой и заново записанным звуком DTS-HD Master Audio 6.1 и LPCM 2.0. Выход был в 2008 году, как и The Sky Crawlers, Ёсико Сакакибара заменила Иэмасу Каюми в роли Кукловода, за звук отвечал Рэнди Том из Skywalker Sound. Некоторые эффекты иногда конфликтуют с традиционной анимацией, что может раздражать поклонников оригинала, но выглядит это фантастически. В картине есть прекрасное чувство глубины и размерности. Цвета стали сильнее во всех отношениях, в то время как уровни чёрного приятны и насыщены. Для современной версии саундтрек был приглушён. В целом передача несколько противоречивого исходного материала была достойной. Чистый и мощный звук 6.1 стал отличной работой, объёмность подтверждают начальная сцена, в которой Мотоко падает за окно огромного небоскреба и открывает огонь, погоня за автомобилем и перестрелка, а также бой с танком в конце. Уровни очень хорошо сбалансированы, диалоги легко понять, и нет проблем с шипением или искажениями. Дополнительные материалы включали 25-минутный фильм о создании оригинальной версии на основе манги, интервью с режиссёром и другими сотрудниками, биографии Масамунэ Сиро и Мамору Осии, профили персонажей и трейлер.

## Показы на телевидении
В 2007 году «Призрак в доспехах» транслировался на Первом канале, наряду с «Акирой», «Манускриптом ниндзя» и «Ходячим замком». Перед этим, 14 декабря, началась вечерняя передача Александра Гордона «Закрытый показ», продолжение которой перенесли на 15 декабря. Впервые в цикле было представлено не отечественное игровое кино, а полнометражный фантастический аниме-фильм. Вместо съёмочной группы присутствовали Валерий Корнеев («АнимеГид»), Дмитрий Федоткин (MC Entertainment), Борис Иванов, Василий Перфильев («Япония сегодня») и Хихус; «за» — Виктория Толстоганова, Наталья Вашко (2x2), Роман Волобуев, Александр Асмолов, Константин Бронзит; «против» — Михаил Веллер, Елизавета Скворцова, Виктор Славкин, Александр Ципко. Гордон заметил: фильм ему понравился, что на программе бывает крайне редко.

## Влияние и критика

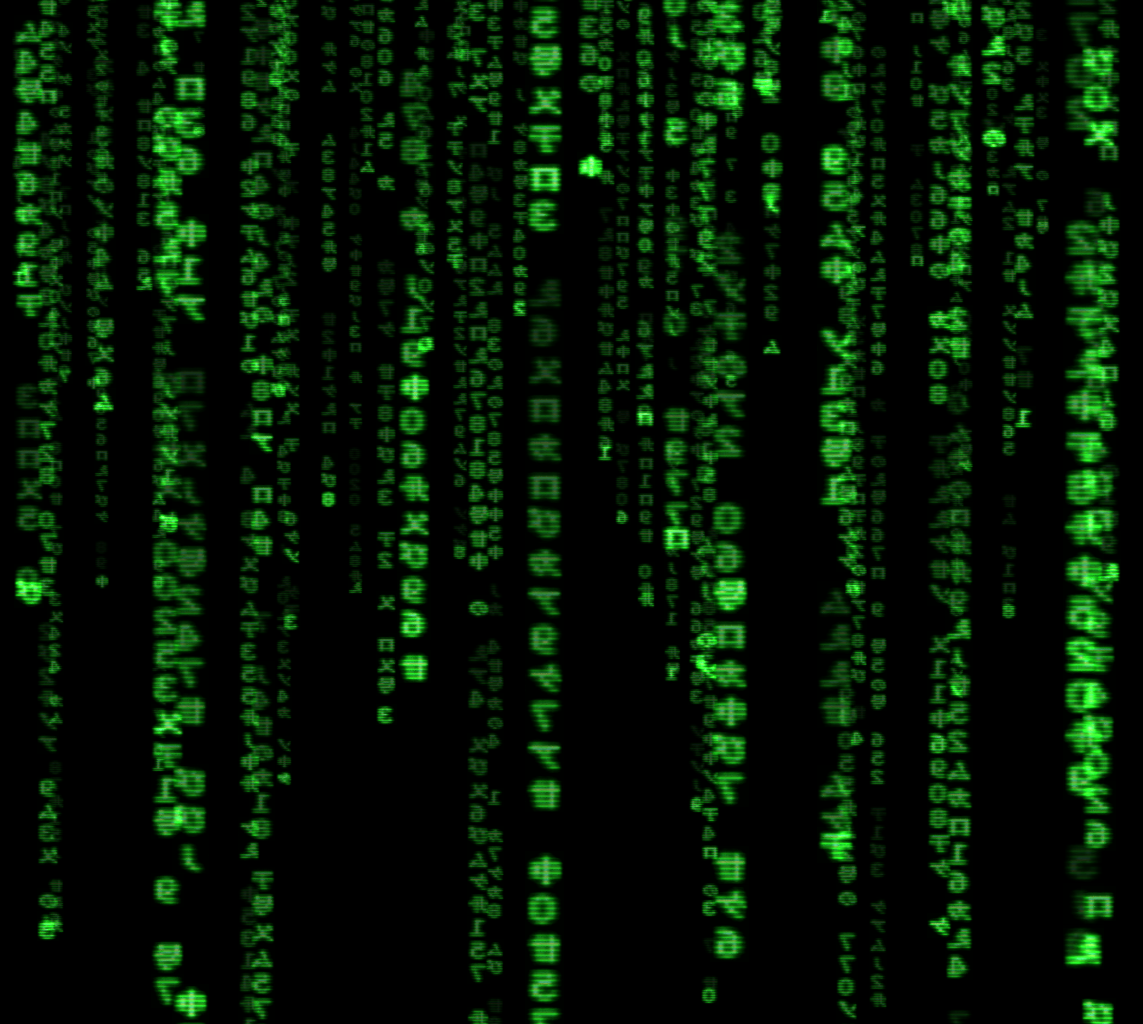
Экран Матрицы

Metacritic дал 76 баллов из 100 на основании 14 рецензий. На Rotten Tomatoes рейтинг составляет 95 % c учётом 61 критического обзора. 5 место в списке 100 лучших аниме фильмов согласно журналу Paste. «Призрак в доспехах» присутствует среди 50 ключевых аниме-фильмов по мнению обозревателей Британского института кино. Slant Magazine присудил 37 место в списке 100 лучших научно-фантастических фильмов всех времён. 83 место среди 100 лучших анимационных фильмов по версии журнала Time Out.
Джонатан Клементс и Хелен Маккарти в энциклопедии указали, что «Призрак в доспехах» является одним из лучших аниме в жанре киберпанк и обосновано претендует на такое звание. Это превосходный боевик, в отличие от многих других фильмов, которые на самом деле ничего подобного не достигли, он был действительно сделан для больших экранов, что показывают и бюджет, и преданность делу. Идеальная экранизация для своеобразного режиссёра Осии, позволившая ему переиграть «Полицию будущего». Сценарист Ито искусно упростил оригинальную мангу, перейдя от напряжённого философствования к извращённому роману между Мотоко и Кукловодом. Музыка Кэндзи Каваи — призрачная церемония для двоих на тайном японском языке. Несмотря на довольно смутную репутацию в Японии, где фильм известен в основном среди поклонников научной фантастики, «Призрак в доспехах» пользуется неизменным зарубежным успехом как флагман для аниме после «Акиры».
Елена Катасонова обратила внимание на то, что хотя режиссёр-философ Мамору Осии достаточно далеко отошёл от манги с её тонким юмором и сложным сюжетом, лента породила немало подражаний, в первую очередь в области визуальных решений. Возможно, именно поэтому аниме «Призрак в доспехах» стало одним из культовых в 1990-е годы, хотя большого коммерческого успеха в прокате не имело. Но ввиду небывалой популярности на домашнем видео фильм позже получил продолжение. Борис Иванов также осветил этот аспект: в отличие от манги — футуристической антиутопии с характерным чёрным юмором, Осии, получив значительную финансовую поддержку с Запада, решил снять фильм, ориентированный на зарубежную аудиторию — гораздо более серьёзный и запутанный, демонстрирующий всё то, на что в техническом смысле способны японские аниматоры при адекватном финансировании. Сюжет потерял большую часть юмора оригинала, став мрачным, готическим, философским произведением в жанре киберпанк. Проявив тщательность и скрупулёзность, авторы в точности воссоздали в рисованной графике детали, ранее возможные только в кино. Фильм был очень благосклонно принят западной аудиторией, но не стал особенно популярен в Японии — здешняя аудитория не привыкла обращать большое внимание на тщательность проработки анимации, а фанатов манги сильно задело то, как «варварски» режиссёр обошёлся с духом оригинала. Особую известность получила музыка популярного аниме-композитора Кэндзи Каваи, созданная на основе древних японских хоралов и органично передающая трагедию общества будущего. В рецензии на сайте Film.ru Иванов назвал «Призрак в доспехах» классическим киберпанковским философским аниме-фильмом, зачастую неверно причисляемым к блокбастерным фантастическим боевикам. Главная причина заключается в том, что Мамору Осии ставит разговорные сцены выше экшена. По размаху и изобретательности они существенно уступают «Акире», с которым «Призрака» часто сравнивают, а также Bubblegum Crisis, где при меньшем бюджете были энергичные боевые эпизоды. Музыка Кэндзи Каваи меланхолична и медитативна, что соответствует режиссёрскому замыслу. Это антибоевик — история о бессмысленности войны, которую ведут главные герои. Мотоко явно страдает «жаждой смерти» — профессиональным заболеванием военных, разочарованных в своей миссии, но слишком гордых, чтобы уйти в отставку и бросить товарищей. Среди недостатков ленты обычно перечисляются сюжетная невнятность первой половины («героев водят за нос и заставляют участвовать в бессмысленной бюрократической сваре, вылившейся на городские улицы») и слабо очерченные характеры большинства персонажей — в действительности они «правительственные роботы, из которых годами вытравливалось все человеческое, ненужное для работы». В итоге придраться можно к неоднократным обнажённым изображениям, созданным для поклонников рисованной эротики — без этого легко можно было обойтись.
Анимационный фильм оказал влияние на трилогию «Матрица», а также на сериал Джеймса Кэмерона «Тёмный ангел». Кэмерон сказал так: «Потрясающая работа спекулятивной фантастики». Согласно рецензии кинокритика Робби Коллина в The Daily Telegraph, спустя два десятилетия эти слова можно назвать пророческими. Одна из величайших анимационных сцен, когда-либо созданных — Кусанаги бродит по безымянному городу, в то время как окружающие её люди беззвучно перемещаются, загипнотизированные рекламой, подавленные дождём. Саундтрек выглядит как религиозный обряд. Такая глубокая и меланхоличная красота не менее существенна в XXI веке, как это было и раньше. В 2022 году Киану Ривз вспоминал, что во время работы над «Матрицей» Вачовски сказали ему посмотреть «Акиру» и «Призрак в доспехах», хотя актёр не разбирается в современном аниме. 
Ливия Монне из Монреальского университета высказывала мнение, что аниме в плане визуального оформления и повествования напоминает «Бегущего по лезвию». Об этом также написал обозреватель The Washington Post Ричард Харрингтон, подчеркнув, что виртуозный «Призрак в доспехах» — триллер с кибертехнологиями, который намного опережает такие фильмы как «Джонни-мнемоник». Мамору Осии и его команда создали уникальный мир. Технически он поражает сочетанием ручной и компьютерной анимации, оригинальным сюжетом и настроением благодаря Кэндзи Каваи.
Елена Самойлова отмечает неточность перевода «Призрак в доспехах», предлагая заменить слово «призрак» на «дух», видя при этом в «доспехах» отражение тела человека как его физической, кибернетической стороны. Ксения Аташева в статье журнала «Мир фантастики» раскрыла детали: на японском языке и аниме, и манга называются Kokaku Kidotai, что примерно переводится как «Мобильная группа бронированной полиции». Американские издатели посчитали это недостаточно глубокомысленным и киберпанковским, взяв Ghost in the Shell, такое логичнее перевести на русский как «Дух в оболочке». Однако в России закрепилось поэтичное, хотя и бессмысленное название «Призрак в доспехах».
Роджер Эберт в своём обзоре 1996 года поставил фильму 3 из 4 звёзд, назвав «Призрак в доспехах» слишком сложным и мрачным для широкой аудитории. Эберту понравились идеи фильма, визуальные эффекты и запоминающийся саундтрек. В оформлении фильма Эберт отмечает стилистику нуара. Критик рассматривает тенденцию аниме показывать сильных женщин в центре сюжета. При этом он цитирует ревью Film Quarterly о том, что быть наёмным работником в современной Японии настолько утомительно и бесчеловечно, что многие мужчины (составляющие большую часть аудитории аниме) проецируют на героинь свободу и власть и сопоставляют себя с ними.
Питер Брэдшоу в обзоре The Guardian дал 4 звезды из 5. С его точки зрения, этот головокружительный фильм объединяет триллер с насилием, отчуждением, технопорно и научной фантастикой. Спустя 25 лет аниме выглядит так же поразительно и таинственно, как и всегда. Это напоминает о том, какой редкостью по-прежнему остаётся анимация, предназначенная исключительно для взрослых. Кадр за кадром, «Призрак в доспехах» несёт тематику игрового боевика, хотя он и появился позднее, чем «Вспомнить всё», его визуальная смелость часто захватывает дух.
Сайт THEM Anime аналогично оценил на 4 звезды из 5, однако написал: репутация «Призрака в доспехах», как и «Акиры», немного преувеличена. Manga Entertainment разрекламировала его до такой степени, что казалось, будто это единственная вещь, которую компания продавала в США. Аниме, без сомнения, воспринимается многими людьми как классика. Сюжет довольно удачно сочетает правительственный заговор и философию, но не в стиле «Полиция будущего: Восстание», и ему не хватает глубины. «Неожиданный поворот» в конце не удивляет. Все персонажи в порядке, хотя Кусанаги иногда попадает в клише жёсткой неэмоциональной героини, но Бато замечательно справляется со своей незначительной ролью. Анимация гладкая и ровная, а искусство мрачное и резкое. Особенно выигрывают городские пейзажи и освещение, а также компьютерная графика. Саундтрек причудливый и запоминающийся. В общем, это хороший фильм, о котором поклонники долго говорят после просмотра.
«АнимеГид» в рецензии на Ghost in the Shell 2.0 подчёркивает, что писатели редко исправляют свои книги «-дцать лет спустя», у художников не принято подновлять картины — возможно, потому что в этих областях искусства прогресс идёт почти незаметно. Но кажется, что японские аниматоры «входят во вкус»: сначала Хидэаки Анно решил сделать новый «Евангелион» грандиознее прежнего, потом Мамору Осии озаботился «приведением в соответствие» своего аниме. На Blu-ray и DVD вместе были выпущены и старая, и новая версии, чтобы поклонники не высказывали недовольство, что Осии пошёл по стопам Лукаса, который отредактировал старые «Звёздные войны». Обновлённый «Призрак» вышел из зеленоватого сумрака и превратился местами в нечто золотистое, переливающееся, яркое. Получилась неоднородная гамма: виден город и золотой, и сине-зелёный. Нестыковка цветов и стилей обескураживает (переход от компьютерной Мотоко к нарисованной резкок и внезапен). В этом смысле «Евангелион 1.11: Ты (не) один», переделанный полностью, пусть и почти близко к сериалу, производит более целостное впечатление. Ремейк при всём уважении к классику кажется произведённым наспех, если не сказать «кое-как». «Приводили в соответствие» иероглифы на небоскрёбах, как и в продолжении, «Невинности», также летающие аппараты, ставшие немного красивее, голограмму мозга. С позиции обозревателя, вышло свежо, но недостаточно. Другое дело, что «Призрак» был и остаётся самодостаточным. Ghost in the Shell 2.0 убеждает в том, что «истинное произведение искусства ничем не попортишь». Ни «ленивой» анимацией (очень выгодно, когда герои переговариваются «через голову», чтобы не нужно было рисовать движения губ в половине сцен), ни длинными моно- и диалогами, ни низкокачественным эстетством (хор девочек исполняет условные стихи на старояпонском языке; можно вообразить, как они же поют что-нибудь древнерусское под титры к «Обитаемому острову», после чего Бондарчука не допустили бы к производству), ни неоправданно усложнённым сюжетом, ни фансервисом в виде разных кибергрудей. Редакция журнала добавила, что волна ремейков собственных произведений, инспирированная Лукасом, «улучшизмы» — совсем не обязательно плохая вещь. Важный момент заключается в том, что полностью перезаписаны музыка и японский дубляж — фильм не только выглядит, но и звучит по-новому.